# Staronove, Lebedîn
Staronove (în ucraineană Старонове) este un sat în comuna Vorojba din raionul Lebedîn, regiunea Sumî, Ucraina.

## Demografie
Componența lingvistică a localității Staronove
     Ucraineană (88,89%)
     Rusă (11,11%)
Conform recensământului din 2001, majoritatea populației localității Staronove era vorbitoare de ucraineană (88,89%), existând în minoritate și vorbitori de rusă (11,11%).